# ستارچا
ستارچا (به لهستانی:  Starcza) یک روستا در لهستان است که در گمینا ستارچا واقع شده‌است. ستارچا ۱٬۲۳۲ نفر جمعیت دارد.